# Tuấn Ngọc
Tuấn Ngọc (sinh năm 1947) tên thật là Lã Anh Tuấn, là một ca sĩ người Việt Nam. Tuấn Ngọc nhận được sự đánh giá cao của giới chuyên môn và được coi là "tượng đài" của dòng nhạc trữ tình Việt Nam ở hải ngoại. Ông còn được xem là nam ca sĩ có ảnh hưởng mạnh mẽ đến các thế hệ đồng nghiệp chung thể loại nhạc với bản thân mình.

## Tiểu sử
Tuấn Ngọc sinh năm 1947, tên thật của ông là Lữ Anh Tuấn. Ông là con của Lữ Liên, thành viên nhóm nhạc trào phúng AVT. Ngay từ lúc 5 tuổi, ông được cha mình đưa đi hát ở Đài phát thanh Đà Lạt và bắt đầu với con đường âm nhạc. Các anh chị em của Tuấn Ngọc đều là những ca sĩ Bích Chiêu, Anh Tú, Khánh Hà, Thúy Anh, Lưu Bích. Nghệ danh Tuấn Ngọc bắt nguồn từ việc khi gia đình ông chuyển vào Sài Gòn thì ông cũng hát trên các đài phát thanh ở Sài Gòn. Lúc đó có một kịch sĩ tên là Anh Tuấn cũng làm việc trong đài, nên cha ông phải đặt lại cho ông cái tên Tuấn Ngọc. Tuấn Ngọc cho biết năm 11 tuổi, ông bắt đầu hát nhạc Mỹ và tới 13 tuổi bắt đầu hát để kiếm sống, tới năm 17 tuổi bắt đầu biểu diễn chuyên nghiệp.
Vốn thành danh tại Sài Gòn trước năm 1975 trong ban nhạc The Strawberry Four, Tuấn Ngọc có nhiều thuận lợi trong sự nghiệp hoạt động âm nhạc khi sang Mỹ định cư. Ông cũng tham gia nhóm The Top Five.
Sau 1975, Tuấn Ngọc rời Việt Nam và định cư tại Nam California. Đến giữa thập niên 1980, ông được xem là một trong những nghệ sĩ lớn của tầng lớp ca nhạc hải ngoại Việt Nam và có tiếng với những bài hát trữ tình của Từ Công Phụng, Ngô Thụy Miên, Vũ Thành An... Có thời gian ông sống tại Hawaii. Năm 1989, khi Tuấn Ngọc cùng Thái Hiền ra CD Lời gọi chân mây với những ca khúc trữ tình, dòng nhạc tình ca mang âm hưởng thời tiền chiến, đây trở thành dòng nhạc làm nên tên tuổi của Tuấn Ngọc.

### Về nước hoạt động nghệ thuật
Đầu năm 2001, ông cùng Ý Lan về nước và thực hiện một tour diễn khắp Việt Nam, đồng thời tham gia chương trình Duyên dáng Việt Nam. Năm 2002, Cục Nghệ thuật Biểu diễn Việt Nam đã quyết định cho Tuấn Ngọc được biểu diễn để thu thanh, ghi hình, và sản xuất băng đĩa tại Việt Nam, thông qua khâu phát hành và xin phép của Hãng phim truyện I. Quyết định này có hiệu lực bắt đầu từ tháng 5 đến tháng 10 năm 2004. Tuy nhiên, ở thời điểm đó, Tuấn Ngọc mới chỉ được phép thu album chứ chưa được hoạt động biểu diễn trên sân khấu ca nhạc tại Việt Nam.
Ngày 1 tháng 4 năm 2006, Tuấn Ngọc biểu diễn 20 bản tình ca trong chương trình "Riêng một góc trời" tại khách sạn Sheraton, thành phố Hồ Chí Minh dù lúc xuống sân bay, ông bị viêm họng. Đây cũng được xem là liveshow chính thức đầu tiên tại Việt Nam của ông sau hơn 30 năm định cư ở Mỹ. Giá vé chợ đen cho đêm diễn lên đến 4 triệu đồng một cặp.
Thập niên 2010, Tuấn Ngọc về nước và nhận được sự đón nhận của công chúng. Tháng 5 năm 2011, ông đã có đêm nhạc chung cùng ca sĩ Nguyên Thảo. Ca sĩ này cho biết kể từ khi trở về Việt Nam đến giờ, ông luôn muốn được tổ chức một chương trình của riêng bản thân tại Nhà hát Lớn Hà Nội. Theo tiết lộ của bản thân, ông từng về Việt Nam biểu diễn khắp ba miền nhưng chưa lần nào quan trọng như biểu diễn tại Nhà hát Lớn nên đã tổ chức chương trình "Riêng một góc trời" diễn ra trong 3 đêm từ ngày 2 đến ngày 4 tháng 1 năm 2012 với tổng số 20 bài hát. Dù đã từng kết hợp với nhau trong một số chương trình biểu diễn cho cộng đồng Việt kiều, nhưng trong liveshow này, Tuấn Ngọc lần đầu tiên song ca với ca sĩ Mỹ Linh trước khán giả Hà Nội. Hai người từng xảy ra sự cố hát sai lời nghiêm trọng nên ban tổ chức chương trình đã phải lên tiếng khẳng định sẽ có màn hình phụ trợ cho ca sĩ để khắc phục "triệt để" sự cố này.
Cuối năm 2011, Tuấn Ngọc tham gia buổi phỏng vấn trực tuyến lúc ngày 20 tháng 12 tại Hà Nội với VnExpress để bày tỏ rõ hơn ý kiến gây tranh cãi thời điểm đó của ông là "không có con thì tốt hơn". Năm 2016, ông làm ban giám khảo mùa thi thứ sáu của "Tiếng hát mãi xanh", là lần đầu tiên Tuấn Ngọc về nước làm giám khảo một chương trình. Năm 2017, nhân kỷ niệm ngày sinh nhạc sĩ Phạm Duy, Tuấn Ngọc cùng hãng phim Phương Nam ra mắt album Phạm Duy vol.8 – Còn chút gì để nhớ. Album ngoài Tuấn Ngọc còn có sự góp giọng của một số nam ca sĩ khác như Tấn Minh, Đức Tuấn và Hồ Trung Dũng. Tuy nhiên sau đó Tuấn Ngọc đã xin công ty sản xuất bỏ hết bản thu âm lần một trong CD vừa ra mắt vì không ưng ý khi nghe lại. Năm 2019, Tuấn Ngọc tham gia Giọng hát Việt với vai trò là huấn luyện viên và đồng thời là vị huấn luyện lớn tuổi nhất trong lịch sử chương trình. Tuy nhiên, việc ông tham gia chương trình cũng nhận không ít ý kiến trái chiều từ phía người xem.

## Đời tư
Tuấn Ngọc kết hôn với Thái Thảo, là con gái của nhạc sĩ Phạm Duy vào năm 1994. Thái Thảo kém Tuấn Ngọc 14 tuổi, hai người có với nhau 3 người con gái, riêng Thái Thảo có một người con trai riêng. Từng có sự nghiệp đáng chú ý về nghề ca hát nhưng trong khoảng thời gian dài, Thái Thảo không đi hát mà ở nhà chăm lo cho gia đình. Ông đã bình luận về những thách thức của việc nuôi dạy con cái. Các con của ông đều trưởng thành ở Mỹ.

## Nhận định
Theo Vietnamnet, Tuấn Ngọc nhận được sự đánh giá cao của giới chuyên môn và được coi là "tượng đài" của dòng nhạc trữ tình Việt Nam ở hải ngoại. Ông còn được xem là nam ca sĩ có ảnh hưởng mạnh mẽ đến các thế hệ đồng nghiệp chung thể loại nhạc với ông. Báo VnExpress nhận xét ông có "chất giọng trầm ấm và kỹ thuật âm nhạc thuộc loại hiếm có" nên đã tạo ra ảnh hưởng khá lớn với những thế hệ nghệ sĩ sau như: Nguyên Khang, Xuân Phú, Thụy Long, Trần Thái Hòa. Đài phát thanh quốc tế Pháp đã cho rằng "riêng một góc trời", một sáng tác của Ngô Thụy Miên vẫn chưa có người nào thể hiện thành công hơn Tuấn Ngọc. Đài này tự nhận định Tuấn Ngọc này trở thành một "tượng đài" của nền tân nhạc Việt Nam. Theo báo Tiền phong, ông để lại dấu ấn "khó phai" lên một số lượng bài hát đáng kể. Một số nam ca sĩ chịu ảnh hưởng cách hát Tuấn Ngọc thường được liêt kê nhưng ít người trong số họ thực sự có một cái tên riêng. Ngoại trừ Quang Dũng cũng được coi là chịu ảnh hưởng Tuấn Ngọc nhưng thiên về phong cách hơn chất giọng.

## Quan điểm

### Phong cách
Tuy được cha mở đường cho sự nghiệp âm nhạc lúc mới 5 tuổi nhưng Tuấn Ngọc không chịu ảnh hưởng từ phong cách của cha mà chọn phong cách âm nhạc Mỹ và châu Âu. Ông cho biết nguồn gốc phong cách âm nhạc của mình là nhạc trữ tình, trong đó sở thích của ông là những bài hát khoảng thập niên 1950 đến 1980. Tuấn Ngọc đặc biệt luôn luôn thích biểu diễn các tác phẩm của 3 tác giả Từ Công Phụng, Trịnh Công Sơn và Phạm Duy. Mỗi khi hát, ông coi trọng yếu tố "tình cảm hơn kỹ thuật" và lời nhạc, nội dung ca từ mới là quan trọng nhất.
Tự nhận xét về niềm tin yêu của khán giả với mình, Tuấn Ngọc cho rằng cả đời ông bị chê "hát dở" và cho biết nếu có ai chê thì sẽ biểu diễn "với tình yêu âm nhạc đến khi khán giả từ chối mới thôi". Tuấn Ngọc thường thể hiện biểu cảm như nhăn mặt trong lúc biểu diễn. Lý giải về việc này, ông cho rằng trên sân khấu vì quá nhập tâm vào các nhạc phẩm trữ tình nên mới "nhăn nhó". Ông cũng bày tỏ niềm yêu thích được biểu diễn trong những căn phòng nhỏ hơn là khán phòng lớn, vì như vậy ông mới có thể đứng gần khán giả và tương tác với nhau.

### Âm nhạc Việt Nam
Qua mỗi lần về nước biểu diễn, Tuấn Ngọc cho biết âm nhạc Việt Nam "đang tiến gần tới tính chuyên nghiệp, nhất là dòng nhạc trẻ." Tuấn Ngọc cho biết âm nhạc Việt Nam thời ông còn bé "mới chỉ được nhạc sĩ để tâm đến giai điệu mà chưa có những yếu tố khác". Nói về thái độ cư xử của các nghệ sĩ, ông cho rằng "nghệ sĩ Việt bực mình là cãi nhau, la lối trên sân khấu".

## Sự cố
- Trong một chương trình biểu diễn tưởng niệm nhạc sĩ Nguyễn Văn Thương, Tuấn Ngọc đã không thuộc bài "Đêm đông". Nhiều khán giả tỏ ra thông cảm vì tuổi tác nên trí nhớ của ông bị ảnh hưởng, nhưng không ít khán giả hâm mộ tỏ ra hụt hẫng.[37]
- Năm 2023, cư dân mạng tranh cãi về việc ca sĩ Tuấn Ngọc cố tình sửa lời khi thể hiện bài hát "Tình bơ vơ" của nhạc sĩ Lam Phương trong một buổi diễn tại Thành phố Hồ Chí Minh.[38] Bình luận với BBC News Tiếng Việt, nhà báo Mạnh Hà của báo Tiền Phong nói có thể chỉ là "nhầm lẫn cá nhân" của ông.[39] Một ngày sau khi bị dư luận chỉ trích, trang YouTube Mây Saigon Live Stage đã gỡ bỏ video clip tiết mục này.[40]

## Album
- Lời Gọi Chân Mây (Diễm Xưa), 1989
- Chuyện tình buồn (Làng Văn CD 15), 1990
- Thương ai (Mai Productions), 1992, với Ý Lan
- Môi nào hãy còn thơm (Diễm xưa CD 57), 1993, với Trịnh Vĩnh Trinh
- Giọt lệ cho ngàn sau, tình khúc Từ Công Phụng (1994)
- Ngày đó chúng mình / Tình ca Phạm Duy (Khánh Hà CD 21), với Khánh Hà
- Em ngủ trong một mùa đông (Diễm xưa CD 62), tình khúc Đăng Khánh
- Rong rêu
- Mưa trên vùng tóc rối, 1999, tình khúc Lê Xuân Trường
- Lối về (Bích Thu Vân CD 1), với Cẩm Vân
- Em đi như chiều đi (Bích Thu Vân CD 2)
- Đừng bỏ em một mình (Bích Thu Vân CD 3), với Ý Lan
- Đêm thấy ta là thác đổ (Bích Thu Vân CD 4), 15 tình khúc Trịnh Công Sơn
- Lá đổ muôn chiều
- Phôi pha
- Riêng một góc trời
- Tâm sự gởi về đâu
- Hoài cảm, với Thái Hiền
- Tình yêu, với Thanh Hà
- Đi giữa mọi người để nhớ một người, 2001
- Dù nghìn năm qua đi, nhạc Đăng Khánh
- Bến lỡ, với Ý Lan, tình khúc phổ thơ Hoàng Ngọc Ẩn
- Lời yêu thương, với Ý Lan
- Sao đổi ngôi, 2002, tình khúc Bảo Trường, với Ý Lan.
- Collection Và tôi mãi yêu em / Trên bờ môi dấu yêu (Asia CD 172: The best of Tuấn Ngọc, 4 CD), 2002
- Hãy yêu nhau đi Vol. 2, 2005
- Tình cuốn mây ngàn, 2005, với Quang Dũng
- Chiều nay không có em
- Phạm Duy vol.8 - Còn chút gì để nhớ[20]
- Riêng Một Góc Trời, TNCD611 (2019)

## Chương trình truyền hình
| Chương trình           | Vai trò         | Năm  | Chú thích |
| ---------------------- | --------------- | ---- | --------- |
| Giọng hát Việt (mùa 6) | Huấn luyện viên | 2019 | [ 22 ]    |
| Ký ức vui vẻ           | Khách mời       | 2021 | [ 41 ]    |
| Giao lộ thời gian      | Khách mời       | 2023 | [ 42 ]    |

## Trình diễn trên sân khấu

### Trung tâm Thúy Nga
| STT | Tiết mục | Thể hiện với | Chương trình                                  | Năm  |
| --- | --- | --- | --------------------------------------------- | ---- |
| 1   | Rồi Mai Tôi Đưa Em (Trường Sa) | solo | Tình Yêu Và Ảo Ảnh                            | 1991 |
| 2   | Uống Nước Bên Bờ Suối (Lê Uyên Phương) | Thái Thảo | Paris By Night 18                             | 1992 |
| 3   | Tiễn Em (Thơ: Cung Trầm Tưởng, Nhạc: Phạm Duy) | solo | Paris By Night 19                             | 1993 |
| 4   | LK Hát Cho Ngày Hôm Qua | Elvis Phương, Anh Khoa, Duy Quang | Paris By Night 20                             | 1993 |
| 5   | Mắt Biếc (Ngô Thụy Miên) | solo | Paris By Night 21                             | 1993 |
| 6   | Thương Nhau Ngày Mưa (Nguyễn Trung Cang) | Thái Thảo | Paris By Night 24                             | 1993 |
| 7   | Cho Lần Cuối (Lê Uyên Phương) | Thái Thảo | Paris By Night 25                             | 1994 |
| 8   | Chiến Sĩ Vô Danh (Phạm Duy) | Duy Quang, Elvis Phương | Paris By Night 30                             | 1995 |
| 9   | LK Ngày Đó Chúng Mình, Đừng Xa Nhau, Cho Nhau (Phạm Duy) | Thái Thảo | Paris By Night 30                             | 1995 |
| 10  | Riêng Một Góc Trời (Ngô Thụy Miên) | solo | Paris By Night 38                             | 1996 |
| 11  | LK Never Fall In Love | Don Hồ, Thái Hiền, Thái Thảo | Paris By Night 42                             | 1997 |
| 12  | Mùa Xuân Sao Chưa Về Hỡi Em (Trường Sa) | solo | Paris By Night 44                             | 1998 |
| 13  | Yesterday (LV: Lê Hựu Hà, Nguyễn Trung Cang) | Duy Quang, Thái Hiền, Thái Thảo | Paris By Night 46                             | 1998 |
| 14  | Ở Nơi Nào Em Còn Nhớ (Ngô Thụy Miên) | solo | Paris By Night 48                             | 1999 |
| 15  | Biết Phải Làm Sao (Lan Anh) | Thúy Anh | Paris By Night 53                             | 2000 |
| 16  | Dưới Giàn Hoa Cũ (Tuấn Khanh) | solo | Paris By Night 59                             | 2001 |
| 17  | LK Bài Không Tên Cuối Cùng, Bài Không Tên Số 4, Bài Không Tên Số 7, Bài Không Tên Số 5 (Vũ Thành An) | Khánh Hà | Paris By Night 60                             | 2001 |
| 18  | LK Gửi Gió Cho Mây Ngàn Bay, Thu Quyến Rũ, Tà Áo Xanh, Lá Đổ Muôn Chiều (Đoàn Chuẩn, Từ Linh) | Khánh Hà | Paris By Night 63                             | 2002 |
| 19  | Mắt Lệ Cho Người (Từ Công Phụng) | solo | Paris By Night 64                             | 2002 |
| 20  | Mùa Thu Mây Ngàn (Từ Công Phụng) | Thái Hiền | Paris By Night 64                             | 2002 |
| 21  | Bài Ca Hạnh Ngộ (Lê Uyên Phương) | Thái Thảo | Paris By Night 65                             | 2002 |
| 22  | Nỗi Đau Muộn Màng (Ngô Thụy Miên) | solo | Paris By Night 66                             | 2002 |
| 23  | LK Tình Khúc Buồn, Bản Tình Cuối, Riêng Một Góc Trời, Niệm Khúc Cuối, Giáng Ngọc, Chiều Nay Không Có Em, Tình Khúc Mùa Xuân, Áo Lụa Hà Đông (Ngô Thụy Miên) | Khánh Hà, Khánh Ly, Duy Quang | Paris By Night 66                             | 2002 |
| 24  | Dấu Chôn Tình Sầu (Nguyễn Quang) | Khánh Hà | Paris By Night 69                             | 2003 |
| 25  | Suối Lệ Xanh (Phạm Mạnh Cương) | solo | Paris By Night 70                             | 2003 |
| 26  | Tìm Đâu (Nguyễn Hiền) | solo | Paris By Night 74                             | 2004 |
| 27  | Về Đây Nghe Em (Trần Quang Lộc) | solo | Paris By Night 77                             | 2005 |
| 28  | Lời Cảm Ơn (Ngô Thụy Miên, Hạ Đỏ Bích Phượng) | Khánh Ly, Lệ Thu, Hoàng Oanh, Khánh Hà, Như Quỳnh, Minh Tuyết, Bằng Kiều, Thu Phương, Lưu Bích, Nguyễn Hưng, Thủy Tiên, Bảo Hân, Lương Tùng Quang, Thế Sơn, Trần Thái Hòa, Quang Lê, Như Loan, Loan Châu, Tâm Đoan, Hồ Lệ Thu, Vân Quỳnh, Dương Triệu Vũ | Paris By Night 77                             | 2005 |
| 29  | LK Trịnh Công Sơn | Khánh Ly | Paris By Night 79                             | 2005 |
| 30  | Em Đi (Đức Huy) | Bằng Kiều, Thái Châu, Nhật Trung, Nguyễn Ngọc Ngạn | Paris By Night 79                             | 2005 |
| 31  | Speak Softly Love | solo | Paris By Night 81                             | 2006 |
| 32  | Et Maintenant | Khánh Hà | Paris By Night 81                             | 2006 |
| 33  | LK Đồng Xanh (LV: Lê Hựu Hà), Ôi Giàn Thiên Lý Đã Xa (LV: Phạm Duy) | Bằng Kiều | Paris By Night 84                             | 2006 |
| 34  | LK Lời Yêu Thương: Kiếp Đam Mê (Duy Quang), Để Quên Con Tim (Đức Huy), Tình Tự Mùa Xuân (Từ Công Phụng), Anh Yêu Em Vào Cõi Chết (Phạm Duy, Nguyễn Long), Lời Yêu Thương (Đức Huy) | Duy Quang, Đức Huy, Thái Châu | Paris By Night 94                             | 2008 |
| 35  | The Prayer | Khánh Hà | Paris By Night 100                            | 2010 |
| 36  | Time To Say Goodbye | Khánh Hà | Paris By Night 105                            | 2012 |
| 37  | Nỗi Lòng (Nguyễn Văn Khánh) | solo | Chuyện Cười Paris By Night                    | 2013 |
| 38  | LK Swing: Bây Giờ Tháng Mấy (Từ Công Phụng), Niềm Đau Chôn Dấu (LV: Lữ Liên), Tình Cầm (Phạm Duy), Biển cạn (Kim Tuấn), Một Tình Yêu (Đức Huy) | Khánh Hà | Paris By Night 109                            | 2013 |
| 39  | Hát Mãi Bài Tình Ca (Thái Thịnh) | Minh Tuyết, Như Loan, Tóc Tiên, Như Quỳnh, Don Hồ, Mai Thiên Vân, Hạ Vy, Mạnh Quỳnh, Hương Thủy, Quang Lê, Ngọc Hạ, Trần Thái Hòa, Thế Sơn, Châu Ngọc, Hồ Lệ Thu, Kỳ Phương Uyên, Mai Tiến Dũng, Quỳnh Vi, Trịnh Lam, Lương Tùng Quang, Diễm Sương, Duy Trường, Khánh Lâm, Tommy Ngô, Lynda Trang Đài, Đình Bảo, Ánh Minh, Hương Giang, Anh Tú, Thiên Tôn, Ý Lan, Ngọc Anh, Thu Phương, Giang Tử, Hương Lan, Thái Châu, Quang Dũng, Nguyễn Hưng, Thanh Hà, Lưu Bích, Khánh Hà, Dương Triệu Vũ, Lam Anh, Bằng Kiều, Họa Mi, Elvis Phương | Paris By Night 109                            | 2013 |
| 40  | Put Your Head On My Shoulder | solo | Paris By Night 109 VIP Party                  | 2013 |
| 41  | Tâm Sự Gửi Về Đâu (Phạm Duy, Lê Minh Ngọc) | solo | Paris By Night 114                            | 2015 |
| 42  | Như Đã Dấu Yêu (Đức Huy) | solo | Paris By Night 118                            | 2016 |
| 43  | LK The Uptight: Chiều Tím Vội Phai (Lan Anh), Quỳnh Hương (Trịnh Công Sơn), Bảy Ngày Đợi Mong (Trần Thiện Thanh), Nỗi Lòng (Nguyễn Văn Khánh), Cho Em Quên Tuổi Ngọc (Lam Phương), Tóc Em Chưa Úa Nắng Hè (Phạm Mạnh Cương), Không Còn Mùa Thu (Việt Anh), Linh Hồn Tượng Đá (Mai Bích Dung), Nếu Có Yêu Tôi (Trần Duy Đức, Ngô Tịnh Yên), Tam Nghiệp (Lữ Liên) | Khánh Hà, Anh Tú (sử dụng giọng), Thúy Anh, Lưu Bích | Paris By Night 129                            | 2019 |
| 44  | Em Là Tất Cả (Lam Phương) | solo | Le Gala Du Coeur - Gửi Tình Thương Về Sài Gòn | 2021 |
| 45  | Con Đường Tình Ta Đi (Phạm Duy) | solo | Paris By Night 132                            | 2022 |
| 46  | LK Như Cánh Vạc Bay, Ướt Mi (Trịnh Công Sơn) | Khánh Hà | Paris By Night 133                            | 2022 |
| 47  | Buồn Ơi Chào Mi (Nguyễn Ánh 9) | Thanh Hà | Paris By Night 134                            | 2023 |
| 48  | Hơn Một Lời Cảm Ơn (Ngô Minh Tài) | Ngọc Anh, Ý Lan, Khánh Hà, Bằng Kiều, Minh Tuyết, Trần Thái Hòa, Lam Anh, Đình Bảo, Kỳ Phương Uyên, Nguyễn Hồng Nhung, Ngọc Hạ, Tuấn Phước, Thiên Tôn, Hương Lan, Hoàng Oanh, Thanh Tuyền, Phương Hồng Quế, Thanh Hà, Quang Dũng, Trường Vũ, Như Quỳnh, Quang Lê, Thái Châu, Họa Mi, Nguyễn Hưng, Hương Thủy, Băng Tâm, Hoàng Nhung, Hà Thanh Xuân, Trịnh Lam, Phương Yến Linh, Ngọc Ngữ, Châu Ngọc Hà, Tâm Đoan, Mạnh Quỳnh, Phương Loan, Đan Nguyên, Lương Tùng Quang, Như Loan, Hoàng Mỹ An, Như Ý, Lâm Thúy Vân, Myra Trần, Don Hồ  | Paris By Night 134                            | 2023 |
| 49  | Lời Cuối (Từ Công Phụng) | solo | Paris By Night 135                            | 2023 |
| 50  | Giọt Lệ Cho Ngàn Sau (Từ Công Phụng) | solo | Paris By Night 135                            | 2023 |
| 51  | Bây Giờ Tháng Mấy (Từ Công Phụng) | Thái Hiền | Paris By Night 135                            | 2023 |
| 52  | Giữ Đời Cho Nhau (Từ Công Phụng, Du Tử Lê) | Từ Công Phụng, Thái Hiền, Ý Lan, Anh Dũng, Bằng Kiều, Trần Thái Hòa, Trần Thu Hà, Ngọc Anh, Ngọc Hạ, Hồ Hoàng Yến, Đình Bảo, Thiên Tôn, Lam Anh, Vasa Diệu Nga, Như Ý | Paris By Night 135                            | 2023 |
| 53  | Thương (Hồ Tiến Đạt) | Bằng Kiều | Paris By Night 136                            | 2024 |
| 54  | Ru Giấc Tàn Phai (Trường Sa) | solo | Paris By Night 137                            | 2024 |

### Trung tâm Mây
| STT | Tiết mục                                 | Thể hiện với | Chương trình       | Năm  |
| --- | ---------------------------------------- | ------------ | ------------------ | ---- |
| 1   | Hãy Yêu Như Chưa Yêu Lần Nào (Lê Hựu Hà) | solo         | Hollywood Night 6  | 1993 |
| 2   | Em Đã Thấy Mùa Xuân Chưa (Quốc Dũng)     | solo         | Hollywood Night 8  | 1993 |
| 3   | Xin Còn Gọi Tên Nhau (Trường Sa)         | solo         | Hollywood Night 11 | 1994 |

### Trung tâm ASIA
| STT | Tiết mục | Thể hiện với          | Chương trình | Năm  |
| --- | --- | --------------------- | ------------ | ---- |
| 1   | Nỗi lòng Người Đi (Anh Bằng) | solo                  | ASIA 2       | 1993 |
| 2   | LK Con Quỳ Lạy Chúa (Phạm Duy), Lời Người Ngoại Đạo (Lê Dinh)                                                                                     | Thùy Dương            | ASIA 6       | 1994 |
| 3   | LK Mùa Đông Của Anh (Trần Thiện Thanh), Trên Đỉnh Mùa Đông (Trần Thiện Thanh), Đêm Đông (Nguyễn Văn Thương), Tình Chết Theo Mùa Đông (Lam Phương) | Duy Quang, Trung Hành | ASIA 6       | 1994 |
| 4   | Bây Giờ Tháng Mấy (Từ Công Phụng) | solo                  | ASIA 7       | 1995 |
| 5   | Giữ Đời Cho Nhau (Từ Công Phụng) | solo                  | ASIA 19      | 1998 |
| 6   | Thu Quyến Rũ (Đoàn Chuẩn, Từ Linh) | solo                  | ASIA 20      | 1998 |
| 7   | Ghen (Trọng Khương, Nguyễn Bính) | solo                  | ASIA 22      | 1998 |
| 8   | Tình Yêu Như Mũi Tên (LV: Anh Bằng) | solo                  | ASIA 24      | 1999 |
| 9   | Amor | solo                  | ASIA 25      | 1999 |
| 10  | Tưởng niệm (Trầm Tử Thiêng) | solo                  | ASIA 27      | 1999 |
| 11  | Bài không tên số 4 (Vũ Thành An) | solo                  | ASIA 28      | 2000 |
| 12  | Tình Hận (LV: Phạm Duy) | solo                  | ASIA 30      | 2000 |
| 13  | Ai Về Sông Tương (Thông Đạt) | solo                  | ASIA 31      | 2000 |
| 14  | Trên Ngọn Tình Sầu (Từ Công Phụng) | solo                  | ASIA 33      | 2001 |
| 15  | Hướng về Hà Nội (Hoàng Dương) | solo                  | ASIA 34      | 2001 |

### Trung tâm Vân Sơn
| STT | Tiết mục                                  | Thể hiện với                      | Chương trình | Năm  |
| --- | ----------------------------------------- | --------------------------------- | ------------ | ---- |
| 1   | Ngỡ Ngàng (Huỳnh Nhật Tân)                | solo                              | Vân Sơn 24   | 2003 |
| 2   | LK Nhớ Người Yêu                          | Chế Linh                          | Vân Sơn 26   | 2004 |
| 3   | Bạc Tình (Huỳnh Nhật Tân)                 | solo                              | Vân Sơn 26   | 2004 |
| 4   | Hờn Dỗi (Huỳnh Nhật Tân)                  | solo                              | Vân Sơn 27   | 2004 |
| 5   | Linh Hồn Tượng Đá (Mai Bích Dung)         | solo                              | Vân Sơn 28   | 2004 |
| 6   | Lệ Đá (Trần Trịnh, Hà Huyền Chi)          | Chế Linh, Trường Vũ, Nguyên Khang | Vân Sơn 28   | 2004 |
| 7   | Beauty And The Beast                      | Thái Thảo                         | Vân Sơn 29   | 2005 |
| 8   | LK Phạm Duy                               | Thái Thảo                         | Vân Sơn 30   | 2005 |
| 9   | Chỉ Vì Yêu Em                             | Thái Thảo                         | Vân Sơn 31   | 2005 |
| 10  | LK Hà Nội                                 | Thái Thảo                         | Vân Sơn 34   | 2006 |
| 11  | Vẫn Chờ Em (Trịnh Nam Sơn)                | Thái Thảo                         | Vân Sơn 35   | 2006 |
| 12  | Bài không tên số 8 (Vũ Thành An)          | solo                              | Vân Sơn 36   | 2007 |
| 13  | Vắng Bóng Em (Lê Hoàng)                   | solo                              | Vân Sơn 42   | 2009 |
| 14  | Cô Bắc Kỳ Nho Nhỏ (Phạm Duy)              | solo                              | Vân Sơn 46   | 2011 |
| 15  | Mùa Hè 42 (LV: Phạm Duy)                  | solo                              | Vân Sơn 47   | 2011 |
| 16  | Bảy Ngày Đợi Mong (Trần Thiện Thanh)      | solo                              | Vân Sơn 48   | 2012 |
| 17  | Rong Rêu (Nguyễn Tâm)                     | solo                              | Vân Sơn 49   | 2013 |
| 18  | Ru Đời Đi Nhé (Trịnh Công Sơn)            | solo                              | Vân Sơn 50   | 2014 |
| 19  | LK Đức Huy: Cơn Mưa Phùn, Để Quên Con Tim | Đức Huy                           | Vân Sơn 50   | 2014 |
| 20  | Nỗi lòng (Nguyễn Văn Khánh)               | solo                              | Vân Sơn 51   | 2015 |
| 21  | Em Là Tất Cả (Lam Phương)                 | solo                              | Vân Sơn 53   | 2017 |

### Đêm nhạc tại Việt Nam
- Riêng một góc trời, Hà Nội, 2011[16]
- Cỏ hồng, Hà Nội, 2011[43]
- Tour diễn tại chuỗi cà phê sách Phương Nam, 2011[44]
- Đêm nhạc tại phòng trà Memory Lounge của MC Kỳ Duyên, Đà Nẵng, 2011[45]
- Gọi tên bốn mùa, Thành phố Hồ Chí Minh, 2011[46]
- 2 đêm nhạc tại phòng trà We, Thành phố Hồ Chí Minh, 2013[47][48]
- Sen concert - Mộng dưới hoa, Hà Nội, 2013[49]
- Tình khúc vượt thời gian, Thành phố Hồ Chí Minh, 2014[50]
- Đêm tình nhân 2, Hà Nội, 2015[51]
- Gala Vàng son một thuở, Hà Nội, 2016[52][53]
- Love Songs, Hà Nội, 2016[54]
- Danh ca Việt Nam, Hà Nội, 2017[55]
- Thay lời muốn nói, Thành phố Hồ Chí Minh, 2017[34]
- Chuyện của mùa đông, Hà Nội, 2018[56][57]
- Mây Saigon Live Stage, Thành phố Hồ Chí Minh, 2023[38]